# Microplidus cinereus
Microplidus cinereus är en skalbaggsart som beskrevs av Moser 1918. Microplidus cinereus ingår i släktet Microplidus och familjen Melolonthidae. Inga underarter finns listade i Catalogue of Life.